# Municipalità distrettuale di Fezile Dabi
La municipalità distrettuale di Fezile Dabi (in inglese Fezile Dabi District Municipality) è un distretto della provincia di Free State e il suo codice di distretto è DC20.
La sede amministrativa e legislativa è la città di Sasolburg e il suo territorio si estende su una superficie di 21.301 km².
Questa municipalità distrettuale è anche chiamata Northern Free State.

## Geografia fisica

### Confini
La  municipalità distrettuale di Fezile Dabi confina  a nord con quelle di Dr Kenneth Kaunda (Nordovest), Sedibeng (Gauteng) e Gert Sibande (Mpumalanga), a est e a sud con quella di Thabo Mofutsanyane e a ovest con quella di Lejweleputswa.

### Suddivisione amministrativa
Il distretto è suddiviso in 4 municipalità locali:
- Mafube
- Metsimaholo
- Ngwathe
- Moqhaka